# 배성룡
배성룡(裵成龍, 1896년 10월 28일~1964년 12월 8일)은 일제강점기 한국의 사회주의계열 독립운동가, 언론인, 경제평론가, 정치인이다. 본관은 성주(星州). 필명은 수성(秀星)·성산학인(星山學人)·성산생(星山生)·성산인(星山人)·별뫼이다.

## 생애
아버지는 운홍(運鴻)이며, 어머니는 유윤이(柳允伊)이다. 1917년 결혼을 전후해 일본의 니혼(日本)대학에 유학해 1923년 졸업했다. 귀국 후 조선일보사 기자로 활동하다가 퇴사하고 1924년 11월 화요회(火曜會)에 가입했다. 가입 후 사회주의 운동에 관련된 여러 편의 논저를 발표해 김경재(金璟載)와 함께 화요파의 대표적인 이론가로 활동했으며 1925년 8월 이후 〈동아일보〉를 주무대로 활발한 평론활동을 했다. 1926년 3월 제2차 조선공산당에 입당했다. 제2차 조선공산당 사건으로 검거되어 1928년 2월 1년형을 선고받고 같은 해 9월 만기 출옥했다. 1929년 조선일보사 경제부장이 되었다. 1931년 11월 새로 창간된 중앙일보사에 경제부장으로 입사하여, 1932년 봄 정치부장, 10월에는 논설반 주필 겸 편집부원으로 활동했다. 1933년 3월 〈중앙일보〉가 〈조선중앙일보〉로 제호를 변경하자 편집차장·정치부장을 역임하다가 10월 신문이 정간되자, 절필하고 은둔했다. 이 시기에 발표한 글들에서, 일제의 식민지 지배가 조선의 경제 현실에 민족모순과 계급모순을 중층적으로 존재하게 한 근본적인 요인이라고 파악하고 일본인 자본 대 조선 민중의 대립을 기본 모순으로 상정했다. 조선인 내부의 부르주아 계급과 노농계급 모두를 일본 자본주의에 의한 공동의 피해자로 파악하면서, 민족협동전선론을 주장했다. 8·15해방 후에는 중도파로서 좌우익의 편향노선을 비판했다.
1945년 9월 이극로가 주도하는 전국정치운동자후원회에 가입해 교섭위원으로 활동했다. 또한 권오익(權五翼) 등과 각당통일기성회(各黨統一期成會)를 조직해 좌우익 정당통합에 주력했다. 1946년 1월 이극로·권오익 등과 함께 통일정권촉성회를 결성해 우익의 비상국민회의와 좌익의 민주주의민족전선을 통합하고자 노력했다. 7월 도진호(都鎭浩)와 함께 좌우합작촉진회를 결성했다. 1947년 2월 〈세계일보〉 주필 겸 편집국장을 지내면서 이극로·조봉암·백남규(白南奎) 등과 함께 민족주의독립전선을 결성하고 상임위원 및 기초위원에 선임되었다. 10월에 김규식의 민족자주연맹이 결성되자 권태석(權泰錫) 등과 함께 5인 정강·정책기초위원에 선임되었다. 1948년 4월 남북협상을 지지하는 ' 문화인 108인 성명'에 서명하고, 권태석과 함께 김규식의 제2차 특사로 평양에 가서 남북협상에 참여했다. 7월 김규식과 김구가 연합한 통일독립촉진회에 참여했다. 1950년 이후 〈동아일보〉와 〈사상계〉 등에 경제평론을 발표하여, 대외의존체제의 극복과 내포적(內包的) 공업화를 통한 경제자립을 주장했고 서울대학교 상과대학에서 동양경제를 강의하기도 했다.

## 사후
2005년 대한민국 정부에서 건국훈장 애족장을 추서하였다.

## 저서
- 〈조선경제론〉(1926)
- 〈조선경제의 현재와 장래〉(1933)
- 〈조선농촌연구의 준비지식〉(1933)
- 〈이 혼돈을 어떻게 수습할까〉(1945)
- 〈자주조선의 지향〉(1949)